# Olympische Winterspiele 2022/Snowboard – Snowboardcross (Mixed)
Der Snowboardcross-Mixed-Wettkampf bei den Olympischen Winterspielen 2022 wurde am 12. Februar im Genting Skiresort ausgetragen. Es war der erste Mixed-Wettkampf in dieser Disziplin bei Olympischen Winterspielen.

## Ergebnisse

### Viertelfinale

#### Lauf 1
| Rang | # | Land          | Athleten                                     | Anmerkung |
| ---- | - | ------------- | -------------------------------------------- | --------- |
| 1    | 1 | Italien 1     | Omar Visintin Michela Moioli                 | Q         |
| 2    | 8 | Deutschland 1 | Martin Nörl Jana Fischer                     | Q         |
| 3    | 9 | Frankreich 2  | Loan Bozzolo Julia Pereira de Sousa Mabileau |           |

#### Lauf 2
| Rang | #  | Land                 | Athleten                            | Anmerkung |
| ---- | -- | -------------------- | ----------------------------------- | --------- |
| 1    | 5  | Vereinigte Staaten 1 | Nick Baumgartner Lindsey Jacobellis | Q         |
| 2    | 13 | Schweiz 1            | Kalle Koblet Sophie Hediger         | Q         |
| 3    | 4  | Australien 1         | Cameron Bolton Belle Brockhoff      | DNF       |
| 4    | 12 | Australien 2         | Adam Lambert Josie Baff             | DNF       |

#### Lauf 3
| Rang | #  | Land                 | Athleten                      | Anmerkung |
| ---- | -- | -------------------- | ----------------------------- | --------- |
| 1    | 14 | ROC 1                | Daniil Donskich Kristina Paul | Q         |
| 2    | 6  | Kanada 1             | Éliot Grondin Meryeta Odine   | Q         |
| 3    | 11 | Vereinigte Staaten 2 | Jake Vedder Faye Gulini       |           |
| 4    | 3  | Frankreich 1         | Merlin Surget Chloé Trespeuch |           |

#### Lauf 4
| Rang | #  | Land             | Athleten                           | Anmerkung |
| ---- | -- | ---------------- | ---------------------------------- | --------- |
| 1    | 15 | Großbritannien 1 | Huw Nightingale Charlotte Bankes   | Q         |
| 2    | 10 | Italien 2        | Lorenzo Sommariva Caterina Carpano | Q         |
| 3    | 7  | Kanada 2         | Liam Moffatt Tess Critchlow        |           |
| 4    | 2  | Österreich       | Alessandro Hämmerle Pia Zerkhold   |           |

### Halbfinale

#### Lauf 1
| Rang | #  | Land                 | Athleten                            | Anmerkung |
| ---- | -- | -------------------- | ----------------------------------- | --------- |
| 1    | 1  | Italien 1            | Omar Visintin Michela Moioli        | Q         |
| 2    | 5  | Vereinigte Staaten 1 | Nick Baumgartner Lindsey Jacobellis | Q         |
| 3    | 8  | Deutschland 1        | Martin Nörl Jana Fischer            |           |
| 4    | 13 | Schweiz 1            | Kalle Koblet Sophie Hediger         |           |

#### Lauf 2
| Rang | #  | Land             | Athleten                           | Anmerkung |
| ---- | -- | ---------------- | ---------------------------------- | --------- |
| 1    | 10 | Italien 2        | Lorenzo Sommariva Caterina Carpano | Q         |
| 2    | 6  | Kanada 1         | Éliot Grondin Meryeta Odine        | Q         |
| 3    | 15 | Großbritannien 1 | Huw Nightingale Charlotte Bankes   |           |
| 4    | 14 | ROC 1            | Daniil Donskich Kristina Paul      |           |

### Finale

#### B-Finale
| Rang | #  | Land             | Athleten                         | Anmerkung |
| ---- | -- | ---------------- | -------------------------------- | --------- |
| 5    | 8  | Deutschland 1    | Martin Nörl Jana Fischer         |           |
| 6    | 15 | Großbritannien 1 | Huw Nightingale Charlotte Bankes |           |
| 7    | 13 | Schweiz 1        | Kalle Koblet Sophie Hediger      |           |
| 8    | 14 | ROC 1            | Daniil Donskich Kristina Paul    |           |

#### A-Finale
| Rang | #  | Land                 | Athleten                            | Anmerkung |
| ---- | -- | -------------------- | ----------------------------------- | --------- |
| 1    | 5  | Vereinigte Staaten 1 | Nick Baumgartner Lindsey Jacobellis |           |
| 2    | 1  | Italien 1            | Omar Visintin Michela Moioli        |           |
| 3    | 6  | Kanada 1             | Éliot Grondin Meryeta Odine         |           |
| 4    | 10 | Italien 2            | Lorenzo Sommariva Caterina Carpano  |           |